# Aldona Skudrzyk
Aldona Skudrzyk – profesor, polska językoznawczyni, socjolingwistka, jedna z członkiń tzw. katowickiej szkoły socjolingwistyki, uczennica Władysława Lubasia, przez wiele lat związana zawodowo z Uniwersytetem Śląskim w Katowicach, gdzie, poza pracą naukową i dydaktyczną w Instytucie Językoznawstwa (dawniej Instytut Języka Polskiego im. Ireny Bajerowej), pełniła między innymi funkcję prodziekana ds. studenckich.
Ukończyła studia z zakresu filologii polskiej na Uniwersytecie Śląskim w Katowicach w 1972 roku. Stopień doktora nauk humanistycznych w dyscyplinie językoznawstwa uzyskała 21 września 1993 roku na Wydziale Filologicznym Uniwersytetu Śląskiego, na podstawie rozprawy pt. Język mówiony w dialogach polskiej prozy współczesnej. Habilitację w tej samej dyscyplinie i specjalności uzyskała 17 stycznia 2006 roku na tym samym wydziale, przedstawiając pracę pt. Czy zmierzch kultury pisma? O synestezji i analfabetyzmie funkcjonalnym. Tytuł profesora nauk humanistycznych otrzymała 2 kwietnia 2015 roku.
Członkini Rady Języka Polskiego w kadencji 2023–2026, Polskiego Towarzystwa Językoznawczego, Towarzystwa Miłośników Języka Polskiego oraz Stowarzyszenia „Bristol” Polskich i Zagranicznych Nauczycieli Kultury Polskiej i Języka Polskiego jako Obcego.

## Wybrane publikacje
- Styl konwersacyjny a inferencja, w: Horyzont polszczyzny. Prace ofiarowane Profesorowi Stanisławowi Dubiszowi, red. M. Piasecka i M. Wojtyńska-Nowotka, Warszawa 2023, s. 334–339.
- Od prorokini do marszałkini, czyli o derywacji w miarę potrzeb, „Studia Linguistica”, nr 15, Kraków 2020, s. 247–254.
- Katowicka szkoła socjolingwistyki. Od mikroobserwacji do ujęć dyskursywno-komunikacyjnych, „Socjolingwistyka”, Kraków 2020, t. 34, s. 23–41 (współautorstwo).
- Determinizm technologiczny a przestankowanie w epoce/kulturze odwróconych wektorów, czyli przecinek bezmyślności, kropka nienawiści, „Poradnik Językowy”, 2019, z. 3, s. 7–16.
- Przyszłość bez przeszłości? Język wobec współczesnych przemian komunikacji, w: Przyszłość polszczyzny – polszczyzna przyszłości, red. K. Kłosińska, R. Zimny, Warszawa 2017, s. 75–87.
- Współczesna polszczyzna mieszkańców Sosnowca, w: Sosnowiec. Obraz miasta i jego dzieje, t. 2, red. A. Barciak, A. T. Jankowski, 2016, s. 505–518.
- Język potoczny – dyskurs potoczny, w: Style współczesnego języka polskiego. Przewodnik po stylistyce polskiej, red. E. Malinowska, J. Nocoń, U. Żydek-Bednarczuk, Kraków 2013 (współautorstwo).
- Od semantyki do pragmatyki, czyli o osłabieniu precyzji komunikowania, w: Język, człowiek, społeczeństwo, red., J. Panasiuk, T. Woźniak, Lublin 2013, s. 241–252.
- Literacy of the young generation in a diglossic environment, Uniwersytet Śląski, Katowice 2012, s. 159 (współautorstwo).
- Małe ojczyzny. Świadomość językowo-kulturowa społeczności lokalnych, Katowice 2010, s. 324 (współautorstwo).
- Kultura piśmienności młodego pokolenia, Katowice 2010, s. 264 (współautorstwo).
- Czy zmierzch kultury pisma? O synestezji i analfabetyzmie funkcjonalnym, Katowice 2005, s. 219.
- Język (za)pisany. O kolokwialności dialogów współczesnej prozy polskiej, Katowice 1994, s. 104.